# Уорхэм, Уильям
Уильям Уорхэм (англ. William Warham; ок. 1450 — 22 августа 1532) — архиепископ Кентерберийский с 1503 года до своей смерти.

## Ранние годы и образование
Уорхэм был сыном Роберта Уорхэма из Мэлсенджера в Гэмпшире. Он получил образование в Винчестере и в Новом колледже Оксфордского университета.

## Карьера

### Юридическая карьера
После окончания курса Уорхэм практикует и преподает право одновременно в Лондоне и Оксфорде. Его отец был фермером-арендатором, но его брат, сэр Хью Уорхэм, приобрёл поместье в Кройдоне, которое перешло его дочери Агнес, вышедшей замуж за сэра Энтони Сент-Леджера.

### Епископство
Позднее Уорхэм принял духовный сан, имел два прихода (Бали и Коттенхэм), и в 1494 году стал начальником архивов канцлерского суда, но для Генриха VII он был способным и умным дипломатом. Он помог устроить свадьбу сына Генриха Артура, принца Уэльского, и Екатерины Арагонской; в 1497 году он ездил в Шотландию с Ричардом Фоксом, в то время епископом Дарема; он также отчасти отвечал за ряд коммерческих и других договоров с Максимилианом I, императором Священной Римской империи, который также был графом Фландрии и регентом герцогства Бургундского от имени своего сына Филиппа IV Бургундского.

### Архиепископство
В 1502 году Уорхэм был посвящён в сан епископа Лондона и стал лордом-хранителем большой печати, но обе должности занимал недолго, поскольку уже в 1504 году стал лордом-канцлером и архиепископом Кентерберийским. В 1506 году он получил пост канцлера Оксфордского университета, который занимал да самой смерти. В 1509 году архиепископ обвенчал и короновал Генриха VIII и Екатерину Арагонскую.

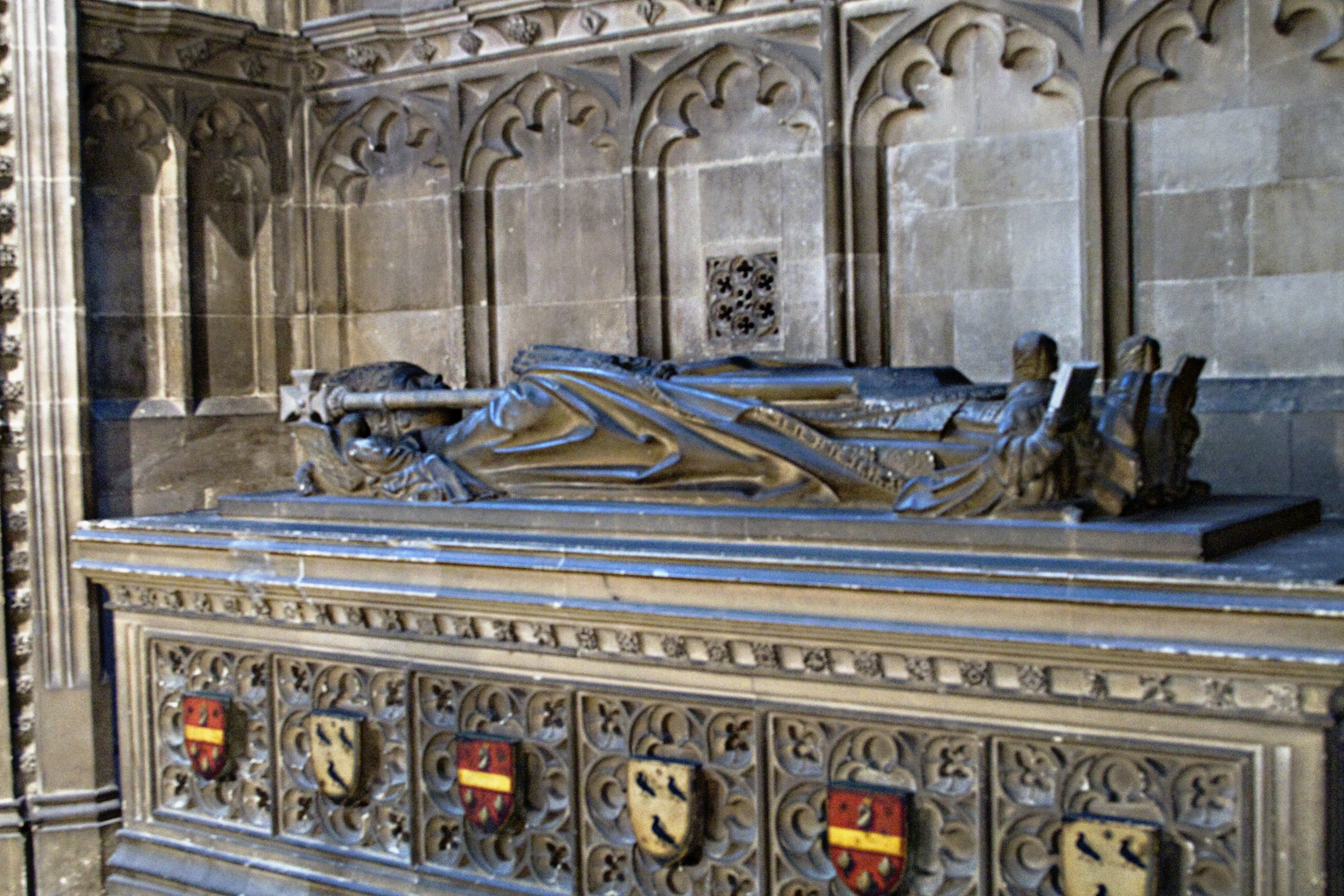
Гробница Уильяма Уорхэма в Кентерберийском соборе

28 сентября 1511 года он посетил госпиталь Дома Господня в Фавершаме.
Как архиепископ он был довольно авторитарен. Его действия привели к серьёзному конфликту с Фоксом (к тому времени епископом Винчестера) и другими деятелями в 1512 году. Это повлекло за собой его постепенный уход в тень после коронации, отставку с должности лорда-канцлера в 1515 году, причем сменил его Томас Уолси, которого он посвятил в сан епископа Линкольна годом ранее. Эта отставка возможно была вызвана его недовольством внешней политикой Генриха.
Уорхэм присутствовал на Поле золотой парчи в 1520 году, а в 1527 году помогал Уолси в тайном расследовании действительности брака Генриха и Екатерины. Во время бракоразводного процесса его позиция была позицией старого и усталого человека. Его называют в числе адвокатов королевы, но из страха навлечь на себя неудовольствие короля и применяя свою любимую фразу ira principis mors est («гнев короля — это смерть»), он мало помог ей, и подписал письмо Клименту VII, которое должно было убедить папу уступить желанию Генриха. Впоследствии было высказано предположение, что архиепископ пытался решить этот вопрос и лично, но оно не подтвердилось.
Уорхэм председательствовал на конвокации в 1531 году, когда духовенство провинции Кентербери проголосовало за уплату 100 000 фунтов королю, чтобы избежать наказания за превышение власти церковными органами, и признало Генриха главой церкви со спасительной формулировкой «насколько позволяет закон Христа».
В последние годы, однако, архиепископ Уорхэм проявлял гораздо больше независимости. В феврале 1532 года он протестовал против всех актов, касающихся церкви, которые проходили через Парламент, собравшийся в 1529 году, но это не предотвратило важных событий, которые позднее в этом же году привели к сохранению полного подчинения церкви государству. Уорхэм выразил протест против дальнейших уступок желаниям Генриха; он сравнил Генриха VIII с Генрихом II и для защиты прав церкви апеллировал к Великой хартии вольностей. Он тщетно пытался достичь компромисса в вопросе о подчинении духовенства власти папы. Уорхэм был щедрым в общественной жизни и умеренным в личной.

## Смерть
Он умер во время посещения своего племянника, также Уильяма Уорхэма, и похоронен в северном трансепте Кентерберийского собора.

## Кино
- Телесериал «Тюдоры» (2007—2010) — в роли архиепископа Уорхэма ирландский актёр Филип О’Салливан.
- Мини-сериал «Волчий зал» (2015) — в роли архиепископа Уорхэма британский актер Бенджамин Уитроу.